# Persöfjärden
Persöfjärden este o arie protejată (arie de protecție specială avifaunistică — SPA) din Suedia întinsă pe o suprafață de 1.587,1 ha, integral pe uscat.

## Localizare
Centrul sitului Persöfjärden este situat la coordonatele 65°46′34″N 22°05′43″E / 65.7762°N 22.0954°E.

## Înființare
Situl Persöfjärden a fost declarat arie de protecție specială avifaunistică în aprilie 2004 pentru a proteja 19 specii de animale.

## Biodiversitate
Situată în ecoregiunea boreală, aria protejată nu include niciun habitat protejat.
La baza desemnării sitului se află mai multe specii protejate de  păsări (19): ciuf de câmp (Asio flammeus), Branta leucopsis, chirighiță neagră (Chlidonias niger), erete de stuf (Circus aeruginosus), erete vânăt (Circus cyaneus), lebădă de iarnă (Cygnus cygnus), cufundar polar (Gavia arctica), cocor (Grus grus), pescăruș mic (Larus minutus), gușă albastră (Luscinia svecica), ferestraș mic (Mergus albellus), vultur pescar (Pandion haliaetus), notatița cu ciocul subțire (Phalaropus lobatus), bătăuș (Philomachus pugnax), ploier auriu (Pluvialis apricaria), corcodel-urechiat (Podiceps auritus), chiră de baltă (Sterna hirundo), Sterna paradisaea, fluierar de mlaștină (Tringa glareola).